# NGC 5987
NGC 5987 је спирална галаксија у сазвежђу Змај која се налази на NGC листи објеката дубоког неба.
Деклинација објекта је + 58° 4' 47" а ректасцензија 15h 39m 56,9s. Привидна величина (магнитуда) објекта NGC 5987 износи 11,9 а фотографска магнитуда 12,7. NGC 5987 је још познат и под ознакама UGC 9971, MCG 10-22-32, CGCG 297-26, IRAS 15387+5814, PGC 55740.